# 河道莊園 (加利福尼亞州)
河道莊園（英語：River Road Estates）是位於美國加利福尼亞州馬德拉縣的一個非建制地區。該地的面積和人口皆未知。

## 地理
河道莊園的座標為36°59′53″N 119°59′09″W / 36.99806°N 119.98583°W，而該地的平均海拔高度為96米（即315英尺）。